# Kryvyi Rih (huyện)
Huyện Kryvyi Rih (tiếng Ukraina: Криворізький район, chuyển tự: Kryvyi Rihs’kyi raion) là một huyện của tỉnh Dnipropetrovsk thuộc Ukraina. Huyện Kryvyi Rih có diện tích 1347 km², dân số theo điều tra dân số ngày 5 tháng 12 năm 2001 là 44030 người với mật độ 33 người/km2. Trung tâm huyện nằm ở Kryvyi Rih.